# Olga Danilović
Olga Danilović (în sârbă Олга Даниловић; n. 23 ianuarie 2001, Belgrad, Iugoslavia) este o jucătoare sârbă de tenis. În mai 2025 ea a atins cea mai bună clasare a sa la simplu, fiind numărul 33 mondial. La dublu a ajuns pe locul 104 mondial, în aprilie 2023. În iulie 2018, Danilović a câștigat primul ei titlu de simplu pe circuitul WTA la Moscova, învingând-o în finală pe Anastasia Potapova. De asemenea, ea a câștigat două titluri WTA la dublu, primul la Tașkent și al doilea la Lausanne. În circuitul WTA Challenger, ea a câștigat un titlu la dublu. De asemenea, a câștigat cinci titluri la simplu și un titlu la dublu în circuitul feminin ITF.
Jucând pentru echipa de Fed Cup a Serbiei, Danilović are un bilanț de 12-8 victorii și 12-8 în competițiile de Fed Cup.